# Rangely
Rangely è un centro abitato (town) degli Stati Uniti d'America, situato nella contea di Rio Blanco dello Stato del Colorado. Nel censimento del 2000 la popolazione era di 2.096 abitanti.

## Geografia fisica
Secondo i rilevamenti dell'United States Census Bureau, Rangely si estende su una superficie di 10,5 km².